# Tanzende Araber
Tanzende Araber (hebräisch עֲרָבִים רוֹקְדִים ʿArāvîm rôqdîm) ist der 2002 auf Hebräisch veröffentlichte Erstlingsroman des arabisch-israelischen Schriftstellers und Journalisten Sayed Kashua. Ins Deutsche übersetzt wurde das Buch von Mirjam Pressler.

## Handlung
Kashua beschreibt die Schwierigkeiten des jungen Protagonisten zwischen dem Stolz auf seine palästinensische Identität und seiner Sehnsucht, ein Teil der israelischen Gesellschaft zu sein.
Der autobiografische Roman erzählt die Geschichte von Eyad, der als einziger arabisch-israelischer Jugendlicher an einem jüdischen Elite-Internat in Jerusalem aufgenommen wird. Die Ablehnung durch seine Mitschüler macht es dem Jungen schwer, sich der neuen Umgebung anzupassen. Als schließlich die Beziehung zu seiner ersten großen Liebe, einem jüdischen Mädchen, zerbricht, verlässt er kurz vor dem Abitur das Internat.
In Jerusalem findet Eyad Arbeit, beendet das Abitur und beginnt an der Universität zu studieren. Dennoch findet er keine richtige Freude am Leben und glaubt nicht mehr an seine Zukunft, obwohl er inzwischen verheiratet ist. Auch wenn er sich immer wieder darum bemüht, gelingt es ihm bis zuletzt nicht, sich zwischen den Kulturen zurechtzufinden.

## Kritik
„Tanzende Araber ist ein erregender, ausdrucksstarker und beängstigend offenherziger Roman, der die Ungleichheit ebenso schildert wie die tragische Sehnsucht, die Kluft zwischen den zwei Sorten israelischer Staatsbürger zu verringern.“

## Verfilmung
Mein Herz tanzt ist ein israelisch-französisch-deutsches Filmdrama von Regisseur Eran Riklis aus dem Jahr 2014. Kashua schrieb das Drehbuch, welches allerdings große Abweichungen von der Buchvorlage aufweist, weil er Personen und Handlungen aus seinem Roman Zweite Person Singular verwendet. Premiere hatte der Film in Tel Aviv. Innerhalb von zehn Tagen hätten ihn mehr als 26.500 Menschen gesehen.

## Ausgaben
- Sayed Kashua: Tanzende Araber.  Aus dem Hebräischen von Mirjam Pressler. Berlin Verlag, Berlin 2002, ISBN 3-8270-0491-8